# هنري إيمرسون
هنري إيمرسون هو محامي وسياسي كندي، ولد في 25 سبتمبر 1853 في كندا، وتوفي في 9 يوليو 1914 في دورتشستر في كندا. حزبياً، نشط في الحزب الليبرالي الكندي. وقد انتخب عضو الجمعية التشريعية لنيو برونزويك ‏ (28 سبتمبر 1888 – 20 يناير 1890) وانتخب عضو مجلس العموم الكندي عن دائرة Westmorland (federal electoral district) ‏ ( – 9 يوليو 1914) وانتخب Premier of New Brunswick ‏ (29 أكتوبر 1897 – ).